# Розета
Вижте пояснителната страница за други значения на Розета.
Розета (на арабски: رشيد, Рашид) е пристанищен град на Средиземно море в Египет. Разположен е на 65 километра източно от Александрия.
Градът е известен в Европа под името Розета, защото бива наричан така от французите по времето на военната кампания на Наполеон Бонапарт в Египет. Известен е най-вече като мястото, където Розетският камък бива открит от френски войници през 1799 година, ставайки ключ за разчитането на древните египетски йероглифи.